# Zofia Degen-Ślósarska
Zofia Maria Degen-Ślósarska (ur. 13 maja 1885 w Piotrkowie Trybunalskim, zm. 8 czerwca 1954 w Wiśle) – polska nauczycielka, inicjatorka powstania i pierwsza dyrektorka dzisiejszego III Liceum Ogólnokształcącego im. Marii Konopnickiej we Włocławku, działaczka na rzecz polskości Śląska.

## Wczesne lata

### Pochodzenie i edukacja
Urodziła się w rodzinie urzędnika skarbowego Stanisława Degena (ok. 1851-?) i Anny Emilii ze Ślósarskich (ok. 1852-?).
Jako dziecko odznaczała się złym zdrowiem, stąd do 14. roku życia pobierała nauki w domu. W 1899 roku rodzice wysłali ją do gimnazjum do Białej Cerkwi, gdzie mieszkała u swojej ciotki, nauczycielki j. francuskiego i angielskiego, a także emancypantki Walerii Degen. W 1905 roku zdała maturę z wynikiem celującym, zaś świadectwo dojrzałości otrzymała ze złotym medalem.
Po ukończeniu szkoły Zofia Degen chciała odbyć wyższy kurs politechniczny w Petersburgu, jednak problemy zdrowotne przekreśliły te plany. Podczas krótkiego pobytu w Petersburgu nabyła doświadczenia polityczne, uczęszczając na licznie organizowane wiece różnych stronnictw. W tym czasie przeżywała okres fascynacji ideami marksizmu-leninizmu. W 1904 roku przeczytała Manifest komunistyczny, którego to lekturą była poruszona. Wkrótce przeczytała inne dzieła ideologów komunistycznych. Podczas swojego pobytu w Petersburgu wzięła udział w spotkaniu z Włodzimierzem Leninem. Okres Petersburski to także czas, gdy poznała bliżej kulturę Rosji.

### Studia i działalność w Komitecie Plebiscytowym
Do 1908 roku przebywała w Wiśle na rekonwalescencji po operacji. Podczas trwającej rekonwalescencji poznała doktora Zbigniewa Paderewskiego, który zainteresował ją walką o polskość Śląska. Wkrótce Zofia Degen sama została działaczką.
W 1908 roku wyjechała na studia matematyczne do Genewy, na rzecz których przerwała swą działalność na rzecz polskości Śląska. Do działalności tej powróciła po I wojnie światowej, podejmując pracę w Komitecie Plebiscytowym. Podczas tej pracy poznała Gustawa Morcinka, z którym się zaprzyjaźniła. Do końca życia Morcinek zapraszał Zofię do Wisły, a sam często przyjeżdżał do Włocławka na spotkania autorskie organizowane w szkole prowadzonej przez Degen-Ślósarską, zwane Wieczorami Śląskimi. Zofia Degen-Ślósarska doradzała autorowi przy pisaniu jego dzieł. Morcinek pozwalał nanosić jej własne poprawki na swoje prace. Ich przyjaźń przetrwała czas, gdy Morcinek przebywał za granicą. Gdy podczas II wojny światowej pisarz został aresztowany i osadzony w kilku kolejnych obozach koncentracyjnych, nauczycielka wysyłała mu listy i paczki. Paczki te podpisywała jako: Ciocia.

### Dalsze związki ze Śląskiem
Mimo że przez całe dwudziestolecie międzywojenne mieszkała we Włocławku, to zawsze czuła się związana ze Śląskiem. Nabyła w Wiśle Głębcach działkę budowlaną, na której w 1931 roku zbudowała willę. Corocznie jeździła tam spędzać wakacje. Willa „Zdrój” pełniła funkcję salonu literackiego, nazywany był Gospodą Poetów. Wśród jej gości byli m.in. Maria Dąbrowska, Jarosław Iwaszkiewicz i Gustaw Morcinek. Analogicznie do Wieczorów Śląskich organizowanych we Włocławku, w swojej willi w Wiśle organizowała Wieczory Kujawskie.
Osoby znające ją ze spotkań w willi w Wiśle wspominały ją później jako kobietę otwartą i bardzo inteligentną.

## Dyrektorka

### Powstanie i rozwój szkoły w dwudziestoleciu międzywojennym

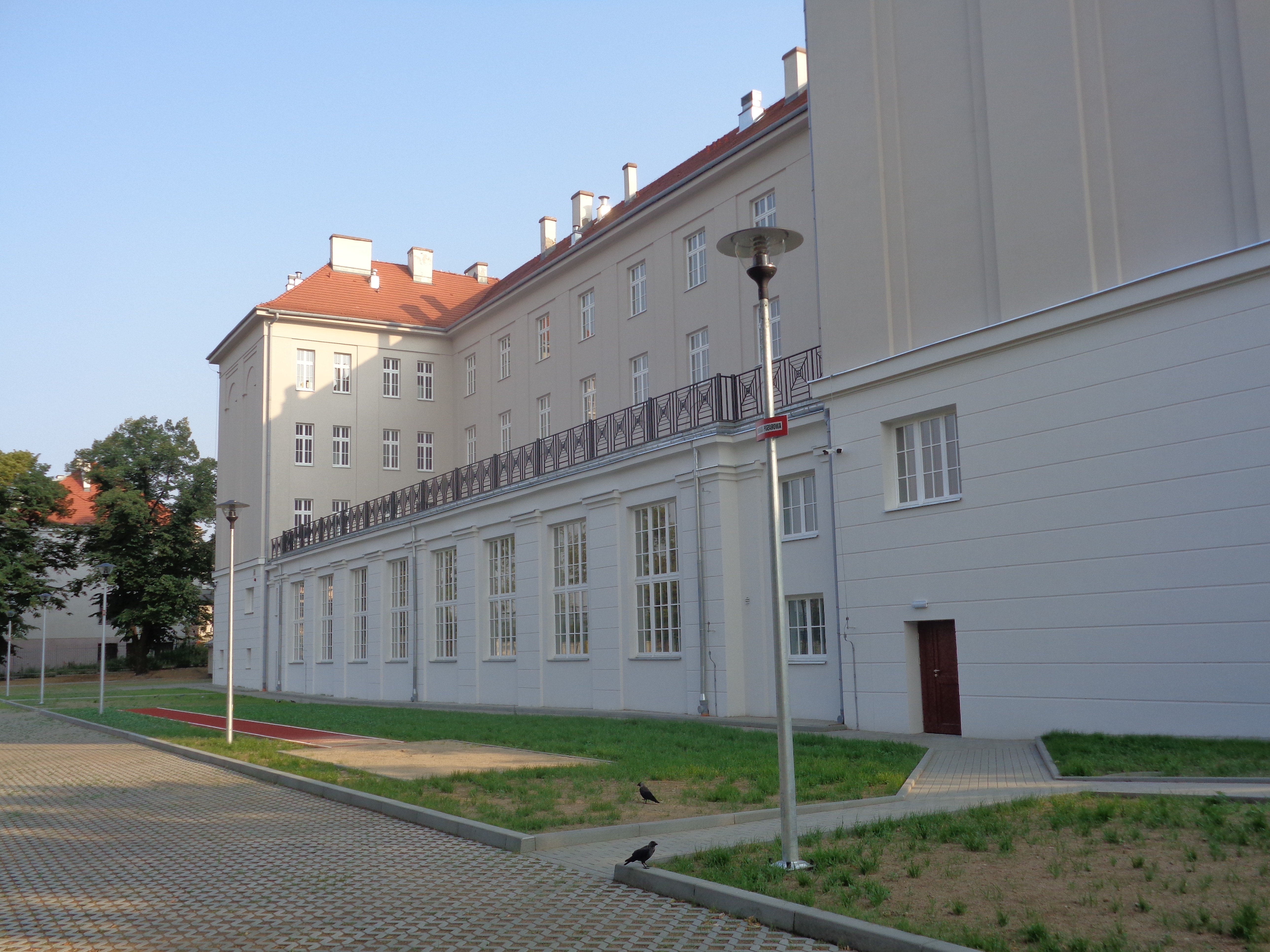
Gmach szkoły wzniesionej z inicjatywy Zofii Degen, widok współczesny

W 1918 roku Zofia Degen przyjechała do Włocławka na zaproszenie krewnych, Zygmunta Kazimierza Ślósarskiego (1867-?) i Karoliny z Berberyczów (?-1919). Ślósarski urodził się w Brzezinach w rodzinie Wiktora (1834-?) i Władysławy z Sikorskich (1836-?). Wiktor Ślósarski, urzędnik sądowy był synem Michała i Marii Ślósarskich oraz rodzonym bratem Anny Degen, matki Zofii. Zygmunt Ślósarski był z zawodu inżynierem, do Włocławka przybył z Warszawy. Ślósarscy zaprosili Zofię do Włocławka, w celu zorganizowania tu nowej szkoły w miejsce upadającej prywatnej pensji Michaliny Masłowskiej. W sierpniu 1918 roku rodzice dziewcząt pod przewodnictwem Wacława Jakubowskiego założyli w jej miejscu żeńskie Gimnazjum Spółdzielczego Stowarzyszenia Szkolnego, zaś jego dyrektorką i organizatorką została Zofia Degen. Szkoła mieściła się wówczas w budynku przy ul. Brzeskiej 8, który to był zbyt ciasny i nie spełniał warunków higienicznych, co utrudniało prowadzenie w nim zajęć. Według metryki ślubu z 1920 roku, Zofia pracowała jako nauczycielka w Warszawie i mieszkała w domu o nr 1258 przy ul. Hortensji, obecnej ul. Wojciecha Górskiego w Warszawie.
Karolina Ślósarska zmarła 16 lutego 1919 roku. 17 kwietnia 1920 roku Kazimierz Ślósarski i Zofia Degen pobrali się w parafii św. Krzyża w Warszawie. Związek ten rozpadł się jeszcze przed 1939 rokiem.
Z pomocą mieszkańców i władz Włocławka w ciągu 3 lat Zofia Degen-Ślósarska zorganizowała powstanie Gimnazjum Żeńskiego im. Marii Konopnickiej. W sierpniu 1921 r. szkoła otrzymała status gimnazjum państwowego. W kolejnym roku Zofia Degen-Ślósarska wykupiła działkę pod budowę gmachu szkoły, przy nowo wytyczonej ulicy Bechiego 1. W 1926 r. rozpoczęto budowę gmachu, którego architektem został inż. Władysław Kwapiszewski. W 1932 r. szkołę przeniesiono do nowego gmachu. Jego wykańczanie trwało aż do wybuchu II wojny światowej, ponieważ Zofia Degen-Ślósarska dążyła, by budynek spełniał najwyższe standardy gmachu szkoły.
W 1934 r. w związku z reformą edukacji gimnazjum zmieniono na Gimnazjum i Liceum im. Marii Konopnickiej. Nauka w Gimnazjum trwała 4 lata, zaś w Liceum – 2 lata.

### Styl pracy
Zofia Degen-Ślósarska zasłynęła jako sprawa organizatorka. W jej szkole funkcjonował gabinet lekarski i stołówka. Zorganizowała budowę obszernej sali gimnastycznej i organizacji biblioteki pedagogicznej. Na potrzeby uczniów nabyto wiele pomocy szkolnych, zaś nauczycielom organizowano samokształcenie.
Uczennice nosiły skromny, charakterystyczny mundur, na który składała się biała bluzka o jednolitym kroju i biały kołnierzyk, prążkowane pończochy i czapka szkolna o odznaką „G-LMK”. W okresie zimowym uczennice nosiły dodatkowo płaszcz. Na rękawie bluzy, fartucha i płaszcza miały naszytą tarczę. Po szkole chodziły w miękkich pantoflach, zamawianych przez samą dyrektorkę. Same siebie nazywały Degeniankami.
Jako pedagog przywiązywała dużą wagę do kwestii zrozumienia materiału przez uczennice. Dziewczyny wykazywały się samodzielnością w działaniu, w szkole funkcjonował m.in. samorząd uczniowski. Oprócz tradycyjnych zajęć mogły uczęszczać na koła naukowe i koła zainteresowań. Dyrektorka przywiązywała szczególną wagę do nauk matematyczno-przyrodniczych oraz wychowania fizycznego.
Uczennice Degen-Ślósarskiej angażowały się także w sprawy społeczne. Prowadziły lekcje czytania i pisania dla analfabetów, roztaczały opiekę nad ubogimi mieszkańcami Grzywna.
W szkole Degen-Ślósarskiej panowały surowe zasady moralne. Uczennice miały zakaz chodzenia do kina, kawiarni czy na wieczorki taneczne. Nie mogły też np. chodzić w butach na wysokim obcasie. Sama Degen-Ślósarska była gorącą przeciwniczką szkół koedukacyjnych. Dyrektorka kładła duży nacisk na wychowanie w duchu wiary katolickiej.

### II wojna światowa i próba reorganizacji szkoły w latach 1945–1947
Po wybuchu II wojny światowej Gimnazjum i Liceum im. Marii Konopnickiej przestało funkcjonować. Nie wiadomo czym dokładnie zajmowała się kobieta w latach okupacji. W 1945 roku Zofia Degen-Ślósarska próbowała zreorganizować szkołę w jej przedwojennym charakterze szkoły żeńskiej, jednak ani władze miasta, ani rodzice uczniów nie wyrazili na to zgody. Niemniej od marca 1945 roku do lipca 1947 roku pozostała dyrektorką G-LMK jako szkoły koedukacyjnej. Współpracą z rodzicami i władzami miasta próbowała przywrócić szkole przedwojenny poziom nauczania i rygor obyczajowości, co jednak również jej się nie udało. Jej działalność pozostawała pod ścisłą obserwacją pracowników Urzędu Bezpieczeństwa, jednak nie podjęli oni bezpośrednich działań wymierzonych w dyrektorkę.

### Dyrektorka szkoły podstawowej w Wiśle, problemy zdrowotne
W 1947 roku na własną prośbę przeniesiono ją do szkoły podstawowej w Wiśle, gdzie rozpoczęła pracę w kolejnym roku. W tym czasie nauczycielka zaczyna podupadać na zdrowiu, a także popadać w coraz cięższą depresję. Rozważała wtedy przejście na emeryturę. O powadze jej problemach świadczy fakt, iż jej najbliższy przyjaciel Gustaw Morcinek w jednym ze swych listów przyznaje, że rozważa zaprzestanie kontaktów z Zofią Degen-Ślósarską, ponieważ nie jest w stanie zrozumieć jej zachowania.

## Śmierć
Zofia Degen Ślósarska zmarła 8 czerwca 1954 roku w Wiśle Głębcach. Pochowano ją na cmentarzu parafialnym Wniebowzięcia Najświętszej Maryi Panny w Wiśle. Na jej grobie wypisano epitafium, które jest fragmentem wiersza pt. Credo autorstwa Marii Konopnickiej: Wierzę w światła potęgę i w ducha zdobycze, Wierzę w cel życia wzniosły, święty, choć daleki, Wierzę w braterstwo ludów, w hasła tajemnicze, Które przez wrzawę dziejów wiekom dają wieki.
Istnieją rozbieżności związane z datą śmierci Zofii Degen-Ślósarskiej. Na jej nagrobku widnieje data śmierci: 1955 rok. Z kolei profesor Krystyna Heska-Kwaśniewicz w artykule pt. Zapomniana „ciocia” Gustawa Morcinka podaje inną datę śmierci Zofii Degen-Ślósarskiej – 25 kwietnia 1954 roku. K. Heska-Kwaśniewicz podaje, że była dyrektorka popełniła samobójstwo przez powieszenie się na ramie okna w swojej willi. O samobójstwie dyrektorki mówi również dyrektor Archiwum Państwowego w Toruniu, Oddziału we Włocławku – Tomasz Dziki. Według niego, jej samobójstwo było dokładnie zaplanowane. Przed śmiercią dokończyła pisanie literackiej biografii Gustawa Morcinka, przekazała swoją korespondencję z autorem do Ossolineum oraz spisała testament, a także podjęła nieukończoną próbę spisania swoich wspomnień. Tomasz Dziki również podaje 1954 rok jako datę jej śmierci, jednak bez wskazania daty dziennej. Sugeruje, że na jej problemy psychiczne i w konsekwencji samobójstwo mogło mieć wpływ nękanie przez Urząd Bezpieczeństwa. Biogramy autorstwa Mariana Pawlaka i Lili Szwengrub zawarte publikacjach Włocławskiego Towarzystwa Naukowego: Włocławski Słownik Biograficzny. Tom II (2005) oraz Zasłużeni dla Włocławka (1991) nie wymieniają przyczyny śmierci nauczycielki. Są jednak zgodne co do daty śmierci – 8 czerwca 1954 roku.

## Upamiętnienie
Biografię Zofii Degen-Ślósarskiej porusza praca Janiny Górniak pt. Niepokorna, wydana w 2004 roku. W 2006 roku Krystyna Heska-Kwaśniewicz napisała artykuł pt. O korespondencji Gustawa Morcinka z Zofią Degen-Ślósarską.
W 2016 roku Forum Równych Szans i Praw Kobiet Sojuszu Lewicy Demokratycznej we Włocławku wysunęło pomysł, aby rondo w dzielnicy Zazamcze nazwać imieniem Zofii Degen-Ślóśarskiej. 28 sierpnia 2017 roku rada miasta Włocławek nadało rondu przy zbiegu ulic Promiennej, Hutniczej i Pogodnej we Włocławku imię dyrektorki. Na rondzie odsłonięto też tablicę upamiętniającą założycielkę dzisiejszego Liceum im. Marii Konopnickiej.